# بورنا سوسا
بورنا سوسا (انگلیسی: Borna Sosa؛ زادهٔ ۲۱ ژانویهٔ ۱۹۹۸) بازیکن فوتبال اهل کرواسی است که برای باشگاه آژاکس بازی می‌کند.

وی همچنین در تیم‌ ملی فوتبال کرواسی بازی می‌کند.

## فعالیت حرفه‌ای

### دینامو زاگرب
سوسا در محله پرچکو زاگرب از پدر و مادر کروات هرزگوینی از گراداک در نزدیکی پوسوشه به دنیا آمد. او یکی از امیدهای جوانان دیناموزاگرب است. زوران مامیچ در ۷ مارس ۲۰۱۵ در پیروزی خانگی ۲–۰ مقابل زاگرب، اولین بازی خود را برای دینامو برای تیم دینامو انجام داد. در ۱۰ می ۲۰۱۶، او ۹۰ دقیقه کامل در فینال جام حذفی کرواسی بازی کرد زیرا دینامو اسلاون بلوپو را ۲–۱ شکست داد. او اولین بازی اروپایی خود را در ۱۲ ژوئیه ۲۰۱۶ انجام داد، زمانی که مربی زلاتکو کرانچار در دقیقه ۶۶ پیروزی ۲–۱ مقابل واردار در اسکوپیه در مرحله دوم مقدماتی لیگ قهرمانان اروپا، او را به جای الکساندرو ماتسل جایگزین کرد. در طول چهار فصل حضور در دینامو، سوسا ۴۱ بازی و ۶ پاس گل برای باشگاه شهر خود انجام داد.

### اشتوتگارت
در ۱۴ مه ۲۰۱۸، بورنا سوسا قراردادی ۵ ساله با اشتوتگارت امضا کرد که او را قادر ساخت تا در ۱ ژوئیه به اشتوتگارت منتقل شود. او اولین بازی خود را برای اشتوتگارت در ۲۶ آگوست انجام داد، پس از تعویض به جای امیلیانو اینسوا در دقیقه ۸۴ از باخت ۱–۰ به ماینتس ۰۵. با این حال، به دلیل مصدومیت‌های مکرر، دقایق سوسا در اولین فصل حضورش در اشتوتگارت به میزان قابل توجهی کاهش یافت، که منجر به سقوط این باشگاه به بوندسلیگا دوم شد. مصدومیت‌ها در طول فصل دوم او نیز ادامه یافت، و در نتیجه سوسا تنها ۲۴ بازی برای اشتوتگارت در دو فصل اول خود انجام داد. در ۱۶ دسامبر ۲۰۱۹، او اولین گل خود را برای اشتوتگارت در تساوی ۱–۱ مقابل دارمشتات ۹۸ به ثمر رساند. با این حال، فصل ۲۰۲۰–۲۱ فصل موفقیت سوسا بود، زیرا او فرم و ثبات را در ترکیب ۳-۴-۲-۱ پلگرینو ماتارازو پیدا کرد. عملکرد او در بوندسلیگا باعث تحسین و مقایسه او با دیوید بکام شد که او را الگوی فوتبالی خود در کنار داوید آلابا نامید. در ۲۷ نوامبر ۲۰۲۰، او قرارداد خود را تا سال ۲۰۲۵ تمدید کرد. او فصل را با ۹ پاس گل به پایان رساند.
در آغاز فصل ۲۰۲۱–۲۰۲۲، در ۷ آگوست، سوسا برای اولین بار کاپیتان اشتوتگارت در یک مسابقه جام حذفی فوتبال آلمان مقابل دینامو برلینر شد، و در پیروزی ۶–۰ گلزنی کرد و در پیروزی ۰–۰ پاس گل داد. هفت روز بعد، در اولین روز مسابقه بوندسلیگا، سوسا به مارک-الیور کمپف و حمادی القدیویی هت تریک کرد و اشتوتگارت ۵–۱ گروتر فورث را شکست داد.

## فعالیت ملی
سوسا اولین دعوت خود را به تیم ملی در ۱۶ آگوست ۲۰۲۱، پیش از مسابقات مقدماتی جام جهانی سپتامبر برابر تیم ملی فوتبال روسیه، اسلواکی و اسلوونی به دست آورد. او اولین بازی خود را در ۱ سپتامبر در تساوی بدون گل مقابل اولین حریف انجام داد و در ترکیب اصلی قرار گرفت. در ۱۴ نوامبر، در بازی حساس مقدماتی مقابل روسیه، سوسا باعث گل‌به‌خودی فدور کودریاشوف شد که منجر به پیروزی ۱–۰ کرواسی و راهیابی به جام جهانی فوتبال ۲۰۲۲ شد.